# Kamp (Familienname)
Kamp ist ein deutscher und niederländischer Familienname.

## Namensträger

### Künstlername
- Kamp (Rapper) (Florian Kampelmühler; * 1982), österreichischer Rapper

### Familienname
- Adelheid Fuchs-Kamp (1890–1978), deutsche Psychoanalytikerin
- Adolph vom Kamp (≥1600–1651), Bauschnitzer und jülich-bergischer Landesbaumeister in Düsseldorf
- Alexander Kamp (* 1993), dänischer Radrennfahrer
- Alexandra Kamp (* 1966), deutsche Schauspielerin und Fotomodell
- Anna van der Kamp (* 1972), kanadische Ruderin
- Auke van de Kamp (* 1995), niederländischer Volleyballspieler
- Christiaan van der Kamp (* 1967), niederländischer Politiker (CDA), Jurist und Bürgermeister
- Erich Kamp (1938–1992), deutscher Politiker (SPD)
- Erich Müller-Kamp (Erich Müller; 1897–1980), deutscher Schriftsteller, Übersetzer und Lektor
- Guido van de Kamp (* 1964), niederländischer Fußballspieler
- Hans Kamp (Johan Anthony Willem Kamp; * 1940), niederländischer Philosoph
- Hans-Joachim Kamp (* 1948), deutscher Manager
- Harper Kamp (* 1988), US-amerikanischer Basketballspieler
- Harry van der Kamp (* 1947), niederländischer Sänger (Bassbariton)
- Heiner Kamp (* 1964), deutscher Politiker (FDP)
- Heinrich Kamp (1786–1853), deutscher Kaufmann, Bankier und Industrieller
- Henk Kamp (* 1952), niederländischer Politiker
- Hermann Kamp (* 1959), deutscher Historiker
- Hermann Adam von Kamp (1796–1867), deutscher Pädagoge und Schriftsteller
- Irmin Kamp (1940–2024), deutsche Bildhauerin und Hochschullehrerin
- Kaja Kamp Nielsen (* 1994), dänische Handballspielerin
- Karl-Heinz Kamp (Fußballspieler) (* 1946), deutscher Fußballspieler und -trainer
- Karl-Heinz Kamp (Politikwissenschaftler) (* 1957), deutscher Politikwissenschaftler
- Kaspar Kamp (1863–1922), deutscher Politiker (Zentrum), MdL Preußen
- Lars Kamp (* 1996), deutscher Basketballspieler
- Marion van de Kamp (1925–2022), deutsche Schauspielerin und Fernsehansagerin
- Matthias Ernst Kamp (1909–1983), deutscher Ökonom und Finanzwissenschaftler
- Meike Kamp (* 1975), deutsche Verwaltungsjuristin
- Merete Van Kamp (* 1961), dänische Schauspielerin
- Michael Kamp (* 1966), deutscher Autor und Historiker
- Mischa Kamp (* 1970), niederländische Filmregisseurin
- Norbert Kamp (1927–1999), deutscher Historiker und Hochschullehrer
- Norbert Kamp (Bibliothekar) (* 1959), deutscher Bibliothekar
- Otto Kamp (1850–1922), deutscher Lehrer, Schriftsteller und Dichter
- Peter Kamp (* 1951), deutscher Jurist
- Peter van de Kamp (1901–1995), niederländisch-amerikanischer Astronom
- Poul-Henning Kamp (* 1966), dänischer Informatiker
- Rudolf Kamp (* 1946), deutscher Philosoph und Aphoristiker
- Ryan Kamp (* 2000), niederländischer Radrennfahrer
- Wilhelm Heinrich Kamp (1841–1927), deutscher Ingenieur und Montanindustrieller